# پایان‌نامه غیرعلمی پس‌نوشته‌های فلسفی
پایان‌نامه غیرعلمی پس‌نوشته‌های فلسفی (به انگلیسی: Concluding Unscientific Postscript to the Philosophical Fragments) اثری بزرگ از سورن کی‌یرکگور است. این اثر حمله‌ای به هگلیسم، فلسفه هگل و به‌ویژه علم منطق او است. این اثر همچنین به‌دلیل این جمله‌اش معروف است: سوبژکتیویته حقیقت است. این اثر حمله به چیزی بود که کی‌یرکگور آن را فلسفه جبرگرایانه هگل می‌دانست. این کتاب در برابر سیستم هگل، برای جانب‌داری از آزادی‌گرایی متافیزیکی یا اراده آزاد تفسیر می‌شود، اگرچه استدلال شده‌است که تصور ناسازگارانه از اراده آزاد برای صورت‌بندی کی‌یرکگور از اگزیستانسیالیسم ضروری نیست.
همان‌طور که از عنوان پیداست، پس‌نوشته‌ها دنباله‌ای بر قطعات فلسفی قبلی است. عنوان اثر طعنه‌آمیز است، زیرا پس پس‌نوشته‌ها تقریباً پنج برابر بزرگ‌تر از قطعات است. پس‌نوشته‌ها «یوهانس کلیماکوس» را به‌عنوان نویسنده و کی‌یرکگور را به‌عنوان ویراستار آن معرفی می‌کند. مانند دیگر آثار مستعار او، پس‌نوشته‌ها بازتابی از باورهای خود کی‌یرکگور نیست. با این حال، بر خلاف دیگر آثار مستعار خود، کی‌یرکگور نام خود را به‌عنوان ویراستار به این اثر می‌چسباند و اهمیت پس‌نوشته‌ها را برای نویسندگی کی‌یرکگور نشان می‌دهد.